# Globba aurea
Globba aurea är en enhjärtbladig växtart som beskrevs av Adolph Daniel Edward Elmer. Globba aurea ingår i släktet Globba och familjen Zingiberaceae. Inga underarter finns listade i Catalogue of Life.